# Meltxkhi
Meltxkhi (en rus: Мелчхи) és un poble de la república de Txetxènia, a Rússia, segons el cens del 2022 tenia 3.624 habitants.